# 丁嘉葆
丁嘉葆（1820年—1848年），字誦孫，又字真甫。江蘇省常州府武進縣（今屬常州市）人，中國清代政治人物、翰林、詩人、金石學者。

## 經歷
道光十八年（1838年）戊戌科進士出身，殿試位列第二甲第四名，選翰林院庶吉士。
二十年（1840年）四月翰林院散館，授編修。後升侍讀。
二十五年（1845年）以翰林院侍讀充任小教習、提調庶常館事務。後升左庶子。
二十六年（1846年）以左庶子提督貴州學政。
後升翰林院侍講學士。二十八年（1848年）卒。

## 著作
- 《隸韻碑目考證補》
- 批校并跋《逸周書》
- 跋《順治十八年縉紳册》